# أنا وأنت
أنا وأنت هو فيلم من نوع مقتبس ‏ أُصدر في 23 مايو 2012. الفيلم من إنتاج وتوزيع افلام ميدوسا ‏. وهو من إخراج برناردو برتولوتشي، أما السيناريو فكان من كتابة برناردو برتولوتشي وNiccolò Ammaniti ‏ وUmberto Contarello ‏ وFrancesca Marciano ‏. الفيلم مقتبسٌ من Me and You (novel) ‏ من تأليف Niccolò Ammaniti ‏.

## القصة
تقع أحداث الفيلم في روما.

## طاقم التمثيل
- تيا فالكو
- بيبو ديلبونو [الإنجليزية]‏
- Jacopo Olmo Antinori  [لغات أخرى]‏
- سونيا بيرجاماسكو
- Tommaso Ragno [الإنجليزية]‏
- فيرونيكا لازار

## الإنتاج
موسيقى الفيلم التصويرية كانت من تأليف Franco Piersanti ‏.

## وصلات خارجية
- أنا وأنت على موقع IMDb (الإنجليزية)
- أنا وأنت على موقع ميتاكريتيك (الإنجليزية)
- أنا وأنت على موقع روتن توميتوز (الإنجليزية)
- أنا وأنت على موقع قاعدة بيانات الأفلام العربية
- أنا وأنت على موقع ألو سيني (الفرنسية)
- أنا وأنت على موقع أول موفي (الإنجليزية)
- أنا وأنت على موقع فيلمافينيتي (الإسبانية)
- أنا وأنت على موقع قاعدة بيانات الفيلم (الإنجليزية)
- أنا وأنت على موقع ليتربوكسد (الإنجليزية)
- أنا وأنت على موقع كينوبويسك (الروسية)